# デイヴ・ウェックル

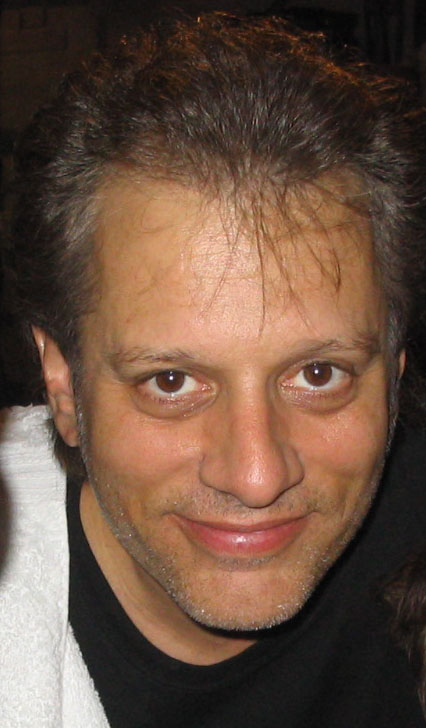
デイブ・ウェックル

デイヴ・ウェックル（Dave Weckl、1960年1月8日 - ）は、アメリカのフュージョン・ドラマー。

## 略歴
ミズーリ州セントルイスに生まれる。音楽好きの両親の影響で8歳よりドラムを始める。1980年代前半より、スタジオワークを中心に活躍。ポール・サイモンのバックを務めたり、ミシェル・カミロのデビュー・アルバムに参加したりした。1985年、マイケル・ブレッカーの紹介によりチック・コリアの「チック・コリア・エレクトリック・バンド」に抜擢され、ベーシストのジョン・パティトゥッチと共に一躍注目を浴びる。
1990年にソロとしてのデビュー・アルバム『マスター・プラン』を発表。1991年にチックの元を離れてからも、マイク・スターンなど様々なミュージシャンのサイドマンを務め、1998年、デイヴ・ウェックル・バンド名義のファースト・アルバム『リズム・オブ・ザ・ソウル』を発表。以後着実にバンドとしての活動を続ける。

## ディスコグラフィ

### リーダー・アルバム
ソロ・アルバム
- 『マスター・プラン』 - Master Plan (1990年、GRP)
- 『ヘッズ・アップ』 - Heads Up (1992年、GRP)
- 『ハード・ワイアード』 - Hard Wired (1994年、GRP)

デイヴ・ウェックル・バンド
- 『リズム・オブ・ザ・ソウル』 - Rhythm of the Soul (1998年、Stretch)
- 『シナジー』 - Synergy (1999年、Stretch)
- 『トランジション』 - Transition (2000年、Stretch)
- The Zone (2001年、Stretch)
- 『パーペチュアル・モーション』 - Perpetual Motion (2002年、Stretch)
- Live (And Very Plugged In) (2003年、Stretch)
- 『マルティプリシティ』 - Multiplicity (2005年、Stretch)

デイヴ・ウェックル & ジェイ・オリヴァー
- Convergence (2014年)

デイヴ・ウェックル・アコースティック・バンド
- 『オブ・ザ・セイム・マインド』 - Of the Same Mind (2015年) ※小曽根真、トム・ケネディ、ゲイリー・ミーク参加

### 参加アルバム
チャック・ローブ & アンディ・ラヴァーン
- Magic Fingers (1989年、DMP)

GRPオールスター・ビッグ・バンド
- 『GRPオールスター・ビッグ・バンド・プレイズ・ジャズ・スタンダーズ』 - GRP All-Star Big Band (1992年、GRP)
- 『ライヴ・イン・ジャパン!』 - Dave Grusin Presents GRP All-Star Big Band Live! (1993年、GRP)
- 『オール・ブルース』 - All Blues (1995年、GRP)

J. K. Special
- J. K. Special Featuring Dave Weckl (1993年、Lipstick)

クリス・ミン・ドーキー
- The Board Tapes - CMD & The Nomads Live' (2014年、Red Dot)